# San Bartolo Cuautlalpan
San Bartolo Cuautlalpan är en ort i Mexiko, tillhörande kommunen Zumpango i delstaten Mexiko. San Bartolo Cuautlalpan ligger i den centrala delen av landet och tillhör Mexico Citys storstadsområde. Orten hade 10 989 invånare vid folkräkningen 2010, och är kommunens tredje största ort sett till befolkning.